# Beizadea

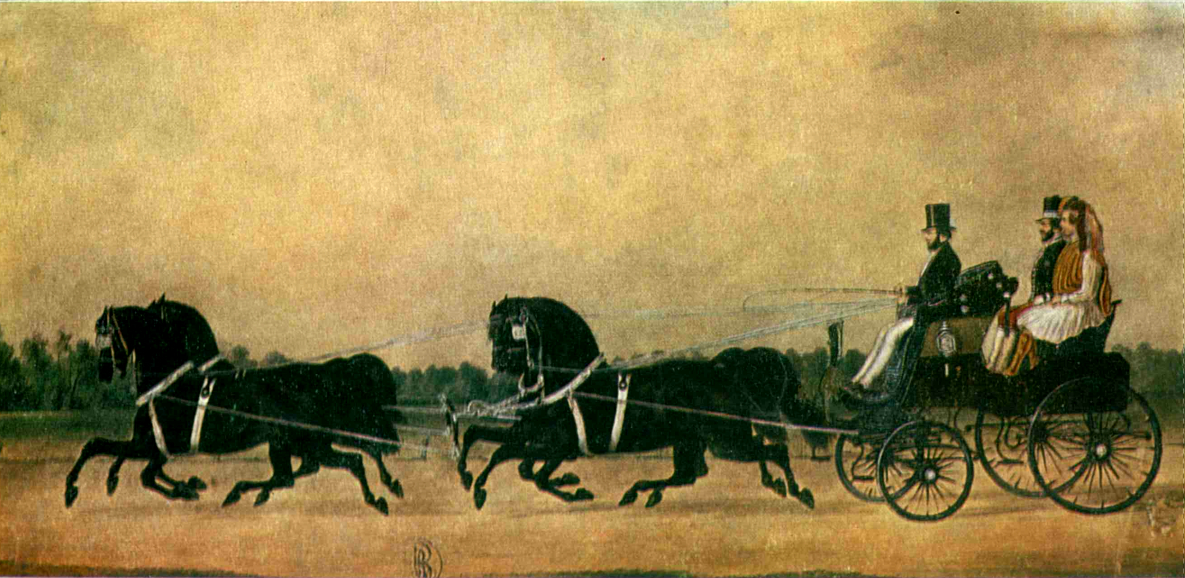
Beizadeaua Grigore Ghica, fiul voievodului Țării Românești Grigore al IV-lea Ghica, plimbându-se la Șosea, cu faetonul tras de patru telegari.

Beizadea (din turcă beyzade = fiu de bei) este titlul care li se acorda fiilor domnilor români, echivalent cu cel de prinț.
Elementul de compunere „zade”, care înseamnă „fiu" a fost preluat de turci din limba persană.

## Citate
- Într-un act de la Constantin Cantemir, domn al Moldovei între anii 1685-1693, se găsesc informații privitoare la trecutul bisericii Zlataust: „svânta mănăstire la Sventi Ioan ce iaste aicea, în târgu în Iași, carea iaste zidită din temelii de Ștefan beizadea, ficiorul Radului vodă, ginerele Ducăi vodă”.[3]

- Și atunce au mers și Dumitrașco Beizadea, fratele lui Antioh Vodă, la oaste cu Împărăția.[4]

- Beizadeaua Neculai Suțu, nu a mai devenit domnitor la moartea tatălui său Alecu Vodă Suțu, ci primul economist român.[5]

- Feizulah, cadiul din Timișoara, adeverește declarația meșterului brutar Abdullah, fiul lui Beizade Mehmed bei, că a primit de la defterdar suma de 1070 guruși pentru pâinea dată căruțașilor, dulgherilor, salahorilor și țiganilor ce au lucrat la râu și la renovarea fortificației între 28 iunie și 18 august.[6]

- În ceea ce privește defularea apetitului sexual, comportamentul lui Caragea Vodă și cel al fiului său erau similare, fiind la fel de scandaloase. De regulă, dreptul domnitorului se extindea automat și asupra beizadelei. Năravurile erotice ale domnitorului și cele ale fiului său se aseamănă în esență, dar diferă formal. Fiul lui vodă nu se simte suficient de legitim. El nu posedă puterea, ca tatăl său. Puterea domnitorului se răsfrânge doar prin ricoșeu asupra fiului. „Dreptul beizadelei” este deci mai mic decât „dreptul domnitorului”. De aceea fiul voievodului este mai agresiv, simțind nevoia să se coalizeze cu alți fii de boieri și să atace fetele în gașcă, în bandă, în haită, în hoardă.[7]

## Vestimentație
Domnitorii și beizadelele purtau gujman (< {{tc|gugemin}), adică o căciulă de samur, cu fundul alb, în timp ce boierii purtau gujmanul cu fundul roșu.

## În artă
- Iacob Negruzzi a scris libretul pentru opera comică în trei acte și patru tablouri Beizadea Epaminonda, pe muzica compusă de Eduard Caudella, care a fost reprezentată pentru întâia oară la Teatrul Național din București în luna aprilie 1885.[9]